# 大粵港諺語
《大粵港諺語》是香港插畫家阿塗繪畫的內藏83個廣東話諺語的圖，刊於2014年2月23日《熱血時報》「神獸漫話」專欄。發布這圖後，網絡均有尋找諺語答案的活動，《熱血時報》於同年2月27日公布答案。